# Andrea Robbi

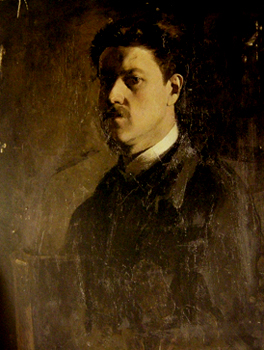
Selbstporträt

Andrea Robbi (* 1864; † 1945 in Samedan) war ein Schweizer Maler.

## Leben
Andrea Robbis Eltern aus Sils im Engadin und Davos hatten in den italienischen Städten Carrara und Saluzzo als Zuckerbäcker gearbeitet. Seine ersten Lebensjahre verbrachte er dort in der Toskana, die Primarschule besuchte er in Sils und später die Kantonsschule Chur. Seine jüngere Schwester wie auch sein älterer Bruder starben bereits im Kindesalter.

### Studienjahre
Robbi studierte – gemeinsam mit Giovanni Giacometti – ab Oktober 1887 bei Karl Raupp Kunst an der Akademie der Bildenden Künste in München, vermutlich vorher an der Kunstakademie in Dresden, 1888 bis 1891 an der Académie Julian in Paris, ab Anfang März 1891 in Rom mit Aufenthalt in der Villa Strohl-Fern. Später, ab Oktober 1895 bis mindestens im Februar des darauffolgenden Jahres kopierte er in Mailand alte Meister. Ausserdem genoss er eine kurze Ausbildung bei Barthélemy Menn in Genf. Er unternahm Studienreisen durch Deutschland, Österreich-Ungarn und Frankreich.

### Rückzug
Der Tod seines Vaters 1898 scheint Robbi schwer mitgenommen zu haben. Er zog sich in die Abgeschiedenheit im Elternhaus Sper l'Ovetta nach Sils zurück, wo er mit seiner Mutter zusammenlebte. Was Robbi zum Rückzug aus der Malerei und in die völlige Einsamkeit in das verdunkelte Elternhaus bewog, ist nicht restlos geklärt. Es mag der plötzliche Tod des Vaters, Zurückweisung seiner Bilder an einer Ausstellung einer Freundin, durch seine strenge Mutter oder etwas von allem gewesen sein. Nach dem Tod seiner Mutter 1907 lebte er den Rest seines Lebens in Dunkelheit in Sper l'Ovetta. Die Fensterläden waren ständig geschlossen; nur wenige Kerzen gaben spärlich Licht, wie sich Zeitzeugen erinnern, die als Kinder im Auftrag von Robbis Vormund, der das Vermögen verwaltete, alle paar Tage einen Korb mit Essen brachten. Er ging nur noch gelegentlich nachts hinaus, drehte ein paar Runden und zog sich wieder in seine eigene Welt zurück.
1945 starb er mit 80 Jahren verarmt, verwahrlost und allein, nachdem er tags zuvor stark unterkühlt in seinem Haus aufgefunden ins Spital von Samedan gebracht worden war. Zeit seines Lebens hatte er kein einziges Bild verkauft.

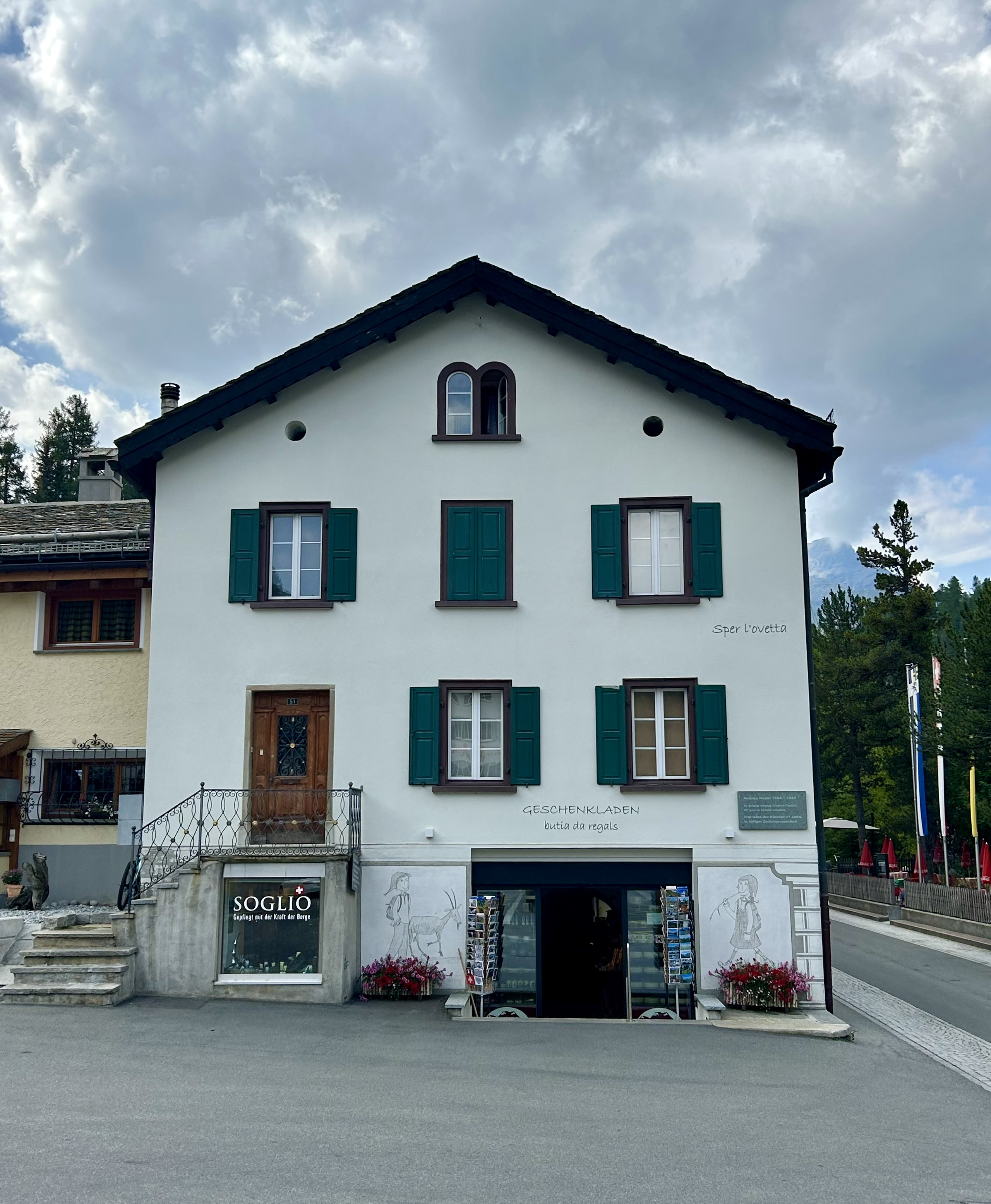
Haus Sper l'Ovetta am Postplatz in Sils
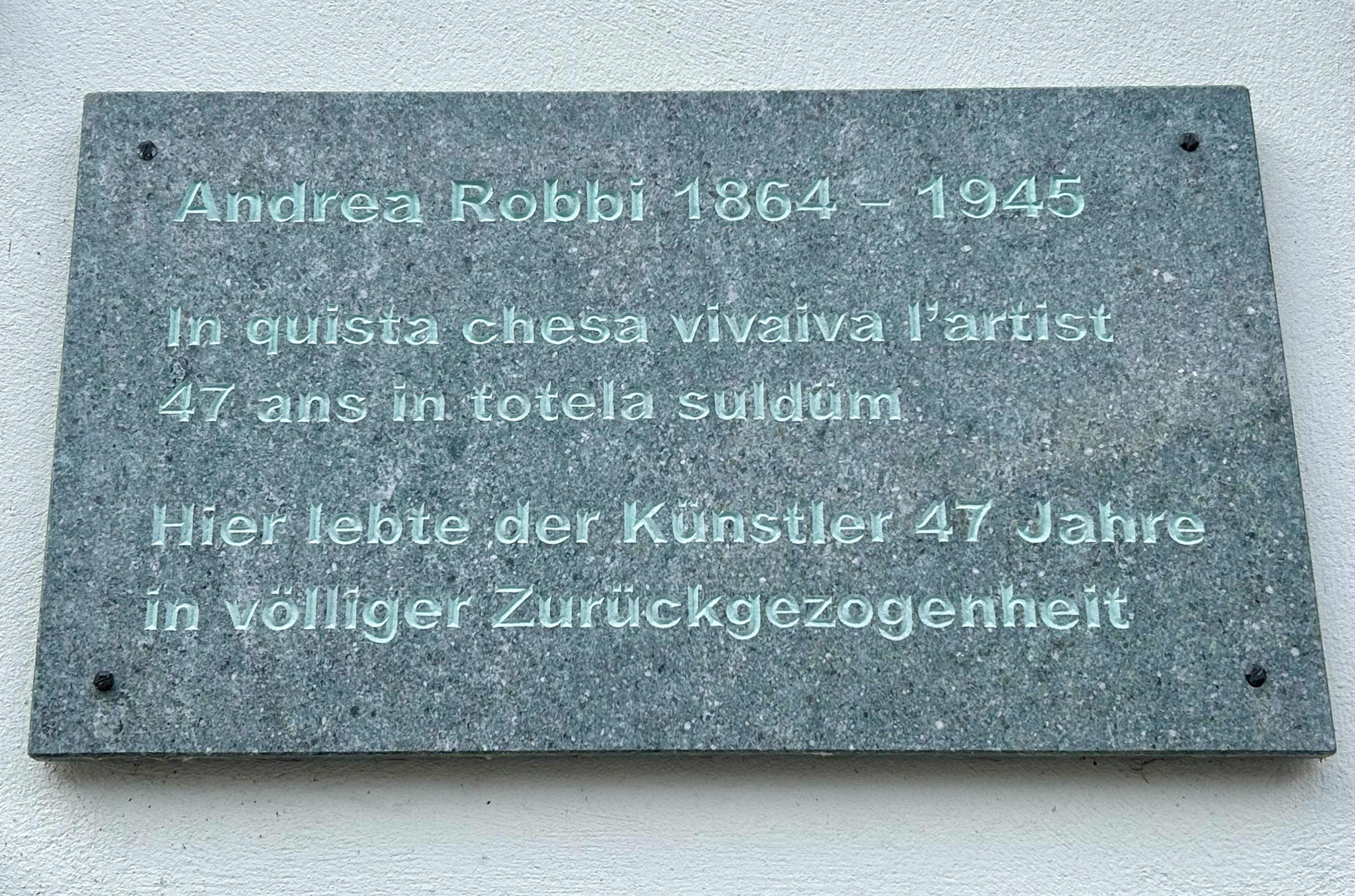
Erinnerungstafel
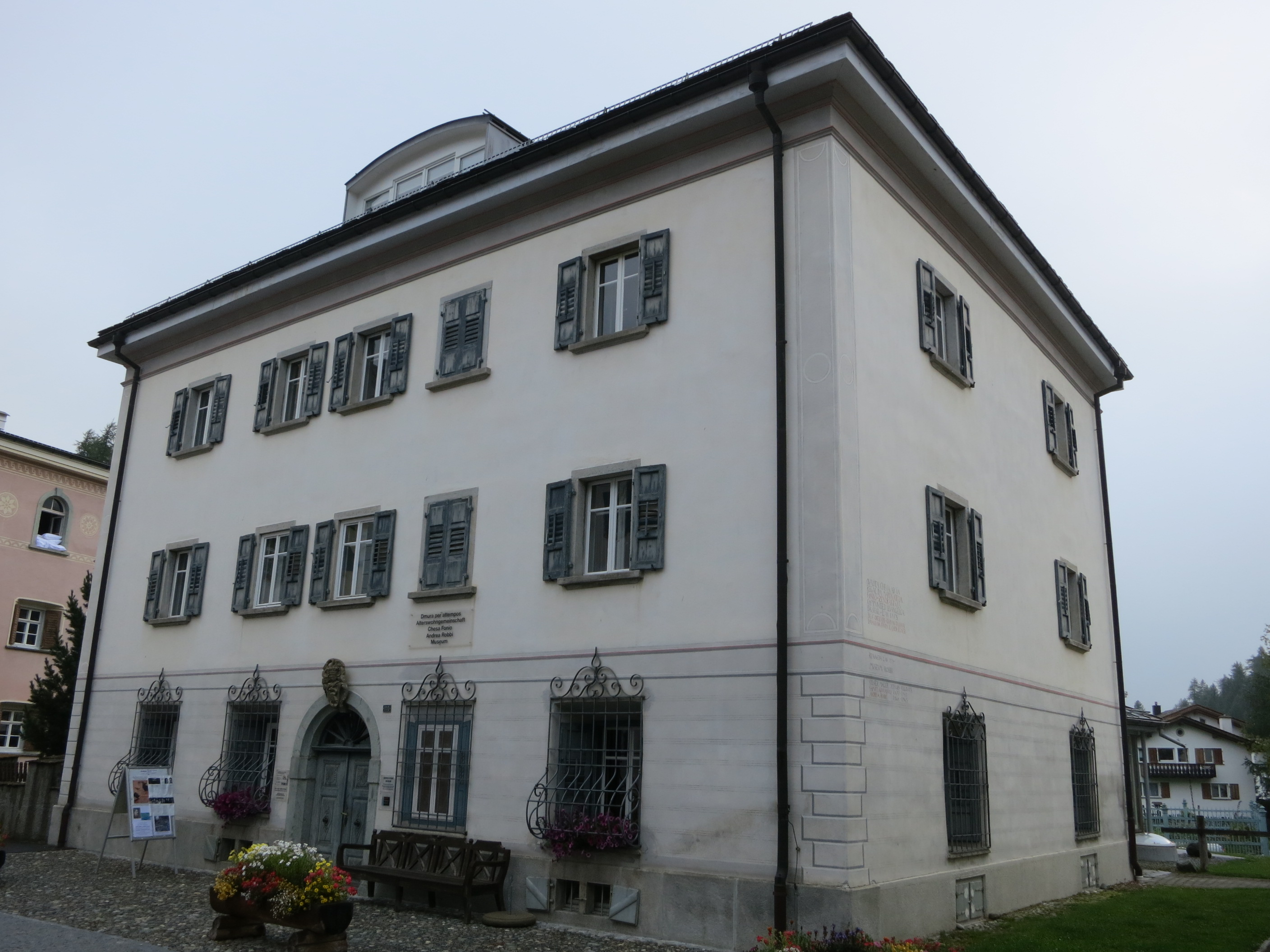
Die Chesa Fonio in Sils, in der u. a. das Andrea Robbi-Museum untergebracht ist

## Werk
Andrea Robbi malte nur zehn Jahre seines Lebens. Seine Bilder stammen überwiegend aus der Zeit vor 1898. In Sils wurde in der Chesa Fonio ein Museum nach ihm benannt, das seine Werke ausstellt. Eine Stiftung kümmert sich um seinen Nachlass sowie die Erhaltung des Museums.

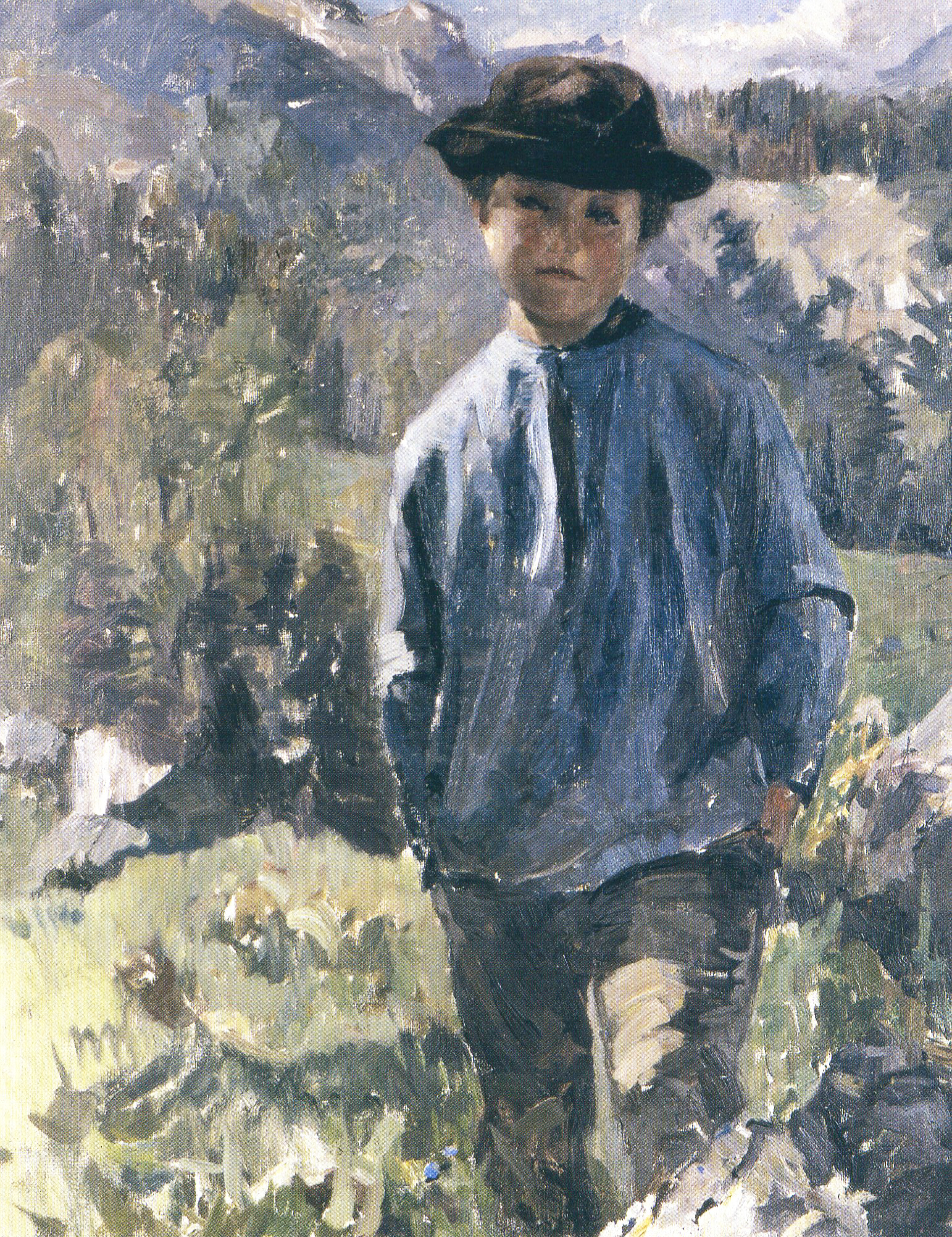
Bauernbub
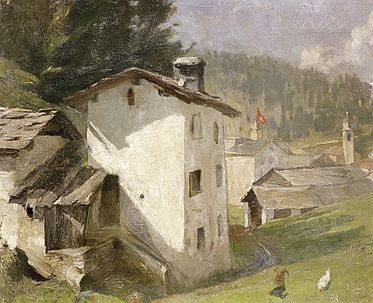
Mühle
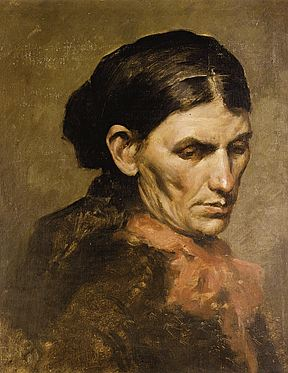
Robbis Mutter
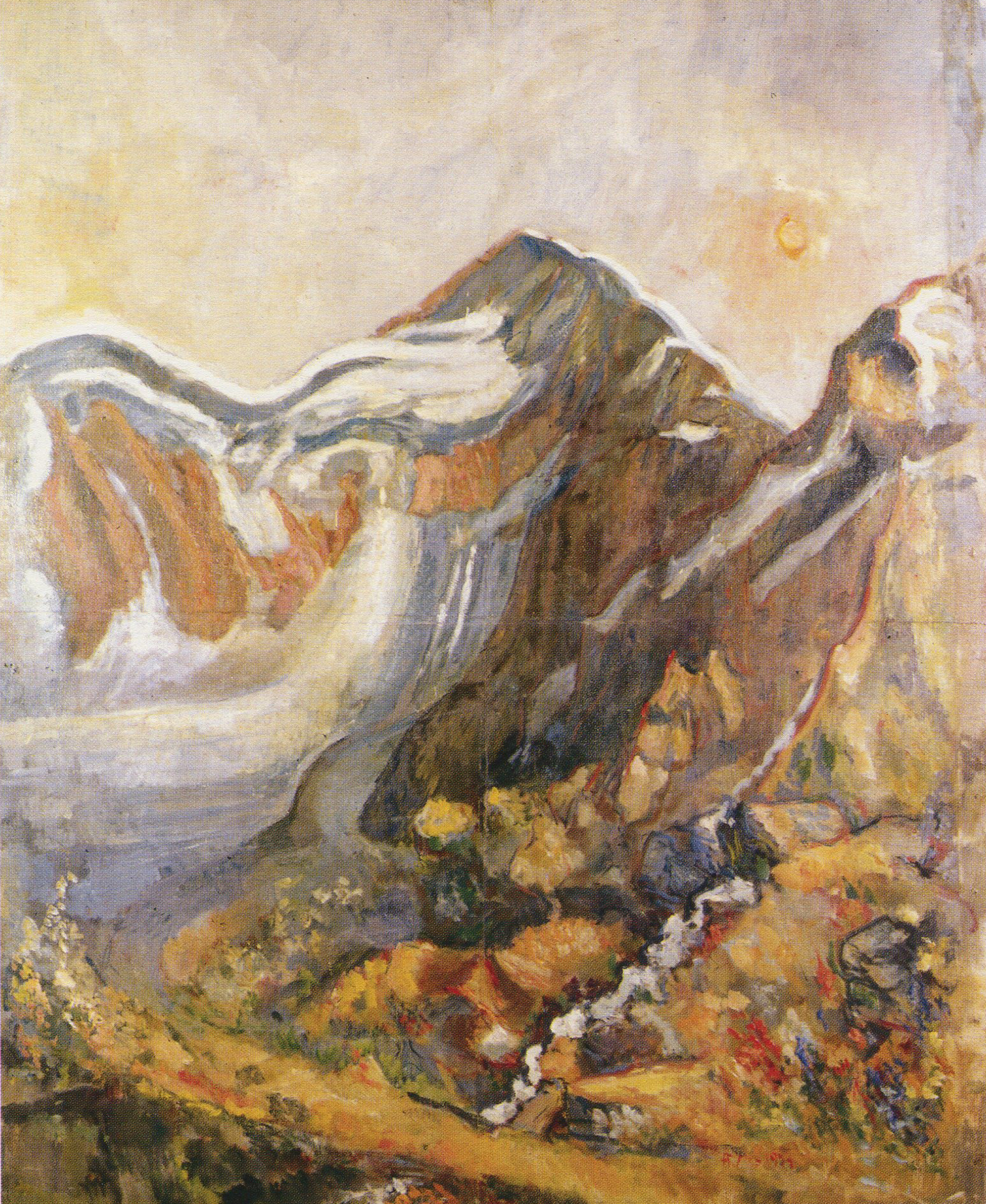
Landschaft